# Flughafen Adisucipto

i8
i11
i13
Der internationale Flughafen Adisucipto (indonesisch Bandara Internasional Adisucipto, IATA-Code: JOG, ICAO-Code: WARJ) ist ein Flughafen der indonesischen Stadt Yogyakarta in der gleichnamigen Provinz Yogyakarta in Zentral-Java. Er war bis 2020 der Hauptflughafen für diese Region.
Bei dem großen Erdbeben von Yogyakarta am 27. Mai 2006 erlitt der Flughafen schwere Strukturschäden, wobei die einzige asphaltierte Start- und Landebahn stark in Mitleidenschaft gezogen wurde und das Flugabfertigungsgebäude teilweise einbrach. In den folgenden drei Tagen leitete man die meisten Flüge nach Surakarta um. Der Flughafen litt bis zur Fertigstellung eines neuen Fluggastgebäudes für die Passagierabfertigung der Flüge ins Ausland trotzdem noch lange unter extremem Kapazitätsengpässen.
Mit der Eröffnung des neuen internationalen Flughafens Yogyakarta im Jahr 2020 verlor der Flughafen Adisucipto seinen Status als Hauptflughafen der Region Yogyakarta. Kommerzielle Flüge werden über den neuen Flughafen abgewickelt, Aduscipto dient aber weiterhin als Flughafen für militärische und private Zwecke.

## Zwischenfälle
- Am 13. Januar 1985 kam es mit einer Vickers Viscount 806 der indonesischen Mandala Airlines (Luftfahrzeugkennzeichen (PK-RVT)) auf dem Flughafen Yogyakarta zu einer Bauchlandung. Alle 49 Insassen überlebten.[2]

- Am 13. Oktober 1997 kam es mit einer Hawker Siddeley HS 748-401 2B LFD der Bouraq Indonesia Airlines (PK-IHO) auf dem Flughafen Yogyakarta-Adisucipto zu einer besonders harten Landung. Der mittlere Teil des Rumpfes wurde so schwer beschädigt, dass die Maschine als irreparabel eingestuft werden musste. Alle 10 Insassen, fünf Besatzungsmitglieder und 5 Passagiere, überlebten den Unfall.[3]

## Galerie

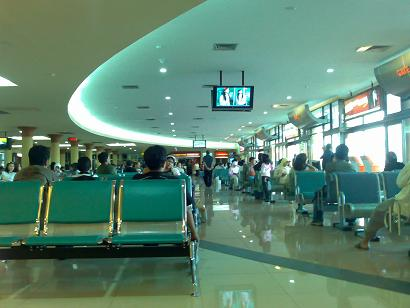
Die Abflughalle im Oktober 2007
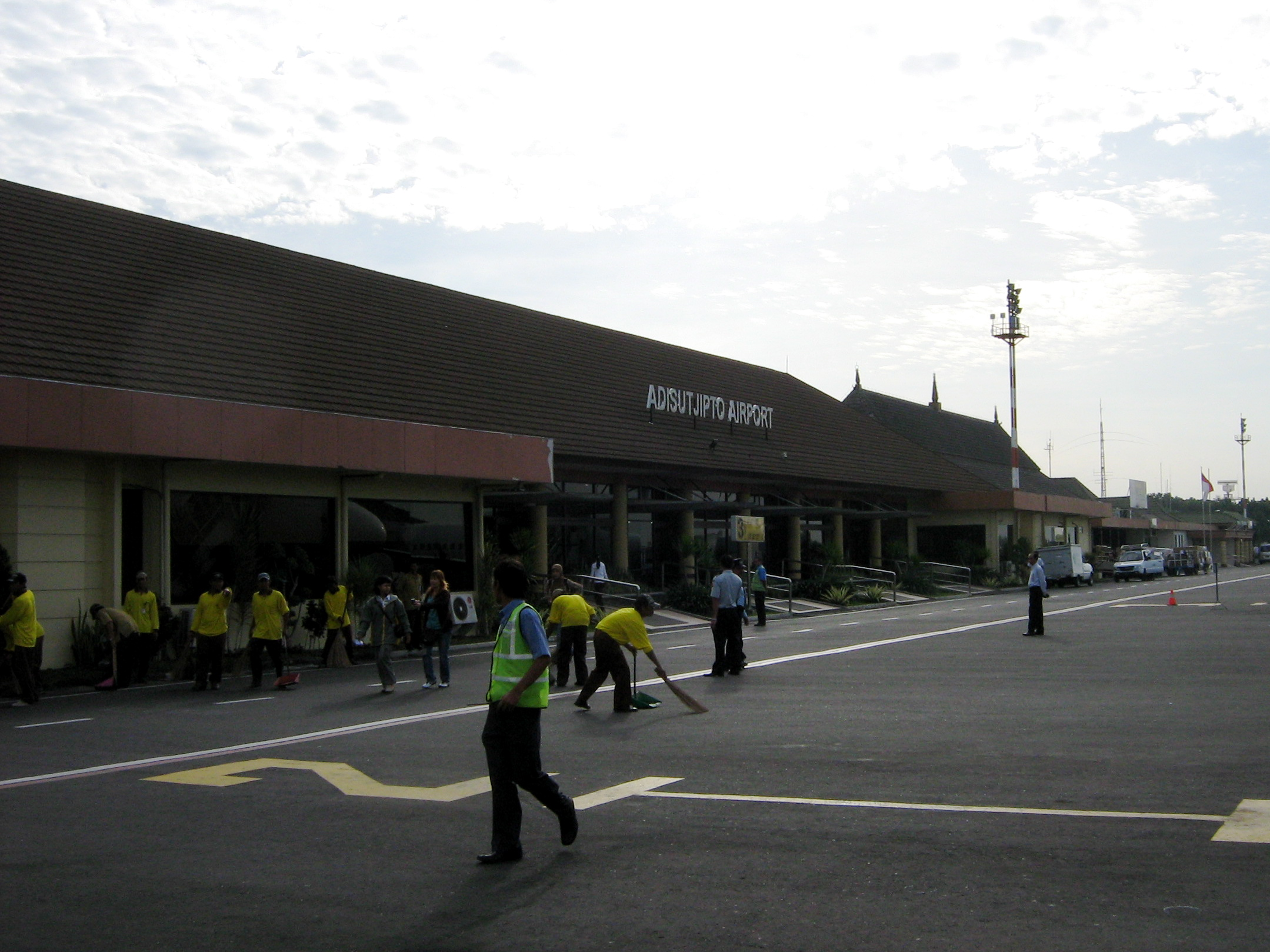
Das Fluggastgebäude im Juli 2008